# Atrophy
Atrophy es una banda de thrash metal de Tucson, Arizona, Estados Unidos. La agrupación fue formada en 1986 por Brian Zimmerman como vocalista, James Gulotta en el bajo y Chris Lykins en la guitarra, bajo el nombre de Heresy, para pasarse a llamar Atrophy posteriormente.

## Historia
Fue a la entrada de Rick Skowron en la otra guitarra y de Tim Kelly ocupando la batería cuando se consolidó la formación definitiva y profesional, cambiado así el nombre de la banda por Atrophy. Entre 1987 y 1988 sacaron dos demos, Chemical Dependency (1987) y Advanced Promo (1988), y un split, Metal Forces: Demolition – Scream Your Brains Out! (1988), en el que se incluyen sus temas Chemical Dependency y Preacher, Preacher y bajo  la etiqueta de  Chain Reactor Records, junto a bandas como Anacrusis, Aftermath, Hobbs’ Angel Of Death y Leviathan. 
Tras esto, firmaron por el famoso sello estadounidense Roadrunner Records, con el que sacarían sus dos únicos discos de estudio, Socialized Hate (1988) y Violent By Nature (1990), precedido por el sencillo Puppies And Friends, del mismo año, bajo el sello de R/C records, hermanada con Roadrunner. Fue durante estos años cuando viajaron por todo Estados Unidos y parte de Europa, junto a grupos como Sacred Reich o Coroner.
En 1991, la banda se disolvió, pero a pesar de esto, James Gulotta, Rick Skowron y Tim Kelly trataron de reflotar la banda y contrataron a un nuevo vocalista en sustitución de Brian Zimmerman, llegando a dar algún concierto de reunión en su estado natal Arizona.

## Discografía

### Álbumes Estudio
- Socialized Hate (1988)
- Violent By Nature (1990)

### Demos
- Chemical Dependency (1987)
- Andvanced Promo (1988)

### Splits
- Metal Forces: Demolition - Scream Your Brains Out! (1988)

### Singles
- Puppies And Friends (1990)

## Miembros
- Brian Zimmerman
- James Gulotta
- Rick Skowron
- Chris Lykins
- Tim Kelly